# Pamięć i Przyszłość (kwartalnik)
Pamięć i Przyszłość – kwartalnik popularnonaukowy wydawany przez Ośrodek „Pamięć i Przyszłość” we Wrocławiu. Publikowane w czasopiśmie artykuły poruszają tematy związane z powojenną historią ziem zachodnich.